# Мёртвые клавиши
«Мёртвые клавиши» (англ. dead keys, также «Немые клавиши») — клавиши на компьютерных клавиатурах или пишущих машинках, позволяющие изменить вид следующего вводимого символа. На печатных машинках нажатие на немую клавишу ставит надстрочный символ, но не сдвигает каретку на следующий символ. На компьютерах нажатие немой клавиши изменяет код следующего вводимого символа. К примеру, последовательность ⌥ Option+`, e на Macintosh создаёт символ «è».

## Применение
Немые клавиши обычно применяются для генерации букв с диакритикой. При этом получаемые знаки имеют своё уникальное знакоместо, и соответственно, свой уникальный код в таблице кодов Юникода.
Набор с помощью немых клавиш осуществляется следующим образом: сначала нажимают клавишу с диакритическим знаком назначенной немой, а затем основную букву, например, ^, G даёт Ĝ. Как правило, нажатие пробела (или не предусмотренного для модификации символа) после немой клавиши приводит к вводу символа, обозначенного на клавише — например, ^+<пробел> даёт «^».
Конструкция пишущих машинок не накладывает ограничений на объединение символов: можно, например, поставить ударение над согласными буквами. С другой стороны, программное обеспечение не всегда позволяет сделать то же самое на компьютере: ´+ц даёт «´ц».
На старых компьютерных системах, таких как MSX, часто имелась физически обозначенная немая клавиша, нажатие которой вместе с Ctrl и ⇧ Shift позволяло добавить диакритические знаки «´», «`», «ˆ», «¨» для следующей вводимой гласной.

## Альтернативный способ
Ввод с помощью немых клавиш не следует путать с применением комбинируемых символов, зрительно составляющих совместно с основной буквой один знак, который, однако, не имеет отдельной кодовой позиции в Юникоде. В Юникоде возможно комбинирование любых доступных диакритических знаков почти с любым символом. 
Набор с применением комбинируемых диакритических знаков происходит иначе, чем с немыми клавишами: сначала нажимают клавишу с основной буквой, и только затем клавишу с диакритическим знаком (или копируют из таблицы символов), например, д, ~ даёт д̃.
Блок «Комбинируемые диакритические знаки» занимает в Юникоде диапазон U+0300—U+036F. В частности, возможно объединить «◌̃» (U+0303 комбинируемая тильда сверху) с Ф, получив Ф̃, независимо от того, имеет получившийся символ смысл или нет. При этом существуют дополнительные диакритические знаки для разных письменностей, в частности, греческие (U+0340, U+0341, U+0344). Диакритики еврейского письма (некудот) и арабского письма (харакат) зачастую не объединяются с символами других письменностей.